# Astragalus korotkovae
Astragalus korotkovae es una especie de planta del género Astragalus, de la familia de las leguminosas, orden Fabales.

## Distribución
Astragalus korotkovae se distribuye por Kirguistán.

## Taxonomía
Fue descrita científicamente por R. V. Kamelin & S. S. Kovalevskaya. Fue publicada en Opred. Rast. Sred. Azii 6: 354, 156 (1981).